# HOXA9
HOXA9 (англ. Homeobox A9) – білок, який кодується однойменним геном, розташованим у людей на короткому плечі 7-ї хромосоми. Довжина поліпептидного ланцюга білка становить 272 амінокислот, а молекулярна маса — 30 172.
| 10         |  | 20         |  | 30         |  | 40         |  | 50         |
| ---------- |  | ---------- |  | ---------- |  | ---------- |  | ---------- |
| MATTGALGNY |  | YVDSFLLGAD |  | AADELSVGRY |  | APGTLGQPPR |  | QAATLAEHPD |
| FSPCSFQSKA |  | TVFGASWNPV |  | HAAGANAVPA |  | AVYHHHHHHP |  | YVHPQAPVAA |
| AAPDGRYMRS |  | WLEPTPGALS |  | FAGLPSSRPY |  | GIKPEPLSAR |  | RGDCPTLDTH |
| TLSLTDYACG |  | SPPVDREKQP |  | SEGAFSENNA |  | ENESGGDKPP |  | IDPNNPAANW |
| LHARSTRKKR |  | CPYTKHQTLE |  | LEKEFLFNMY |  | LTRDRRYEVA |  | RLLNLTERQV |
| KIWFQNRRMK |  | MKKINKDRAK |  | DE         |  |            |  |            |

A: Аланін

C: Цистеїн

D: Аспарагінова кислота

E: Глутамінова кислота

F: Фенілаланін

G: Гліцин

H: Гістидин

I: Ізолейцин

K: Лізин

L: Лейцин

M: Метіонін

N: Аспарагін

P: Пролін

Q: Глутамін

R: Аргінін

S: Серин

T: Треонін

V: Валін

W: Триптофан

Кодований геном білок за функцією належить до білків розвитку. 
Задіяний у таких біологічних процесах, як транскрипція, регуляція транскрипції. 
Білок має сайт для зв'язування з ДНК. 
Локалізований у ядрі.